# 艾瑪 (密蘇里州)
艾瑪（英語：Emma）是位於美國密蘇里州拉法葉縣及薩林縣的城市。

## 人口
根據2020年美國人口普查的數據，艾瑪的面積為1.52平方千米，皆為陸地。當地共有人口201人，而人口密度為每平方千米132人。